# Eremohutie
Eremohutie (Isolobodontinae) – monotypowe wymarłe plemię ssaków z podrodziny huti (Capromyinae) w obrębie rodziny kolczakowatych (Echimyidae). Najstarsza znana forma pochodziła z epoki miocenu.

## Zasięg występowania
Szczątki znaleziono na Kubie (MacPhee) w 2003 roku. Występowały na wyspach karaibskich: Haiti i Dominikanie oraz na Puerto Rico, Saint Thomas, Saint Croix i Mona Islands.

## Systematyka
Podrodzinę wyodrębnił w 1989 roku amerykański teriolog Charles Arthur Woods w artykule zatytułowanym Nowy gryzoń z rodziny hutiowatych z Haiti; pochodzenie, ewolucja i wyginięcie gryzoni z Indii Zachodnich oraz ich wpływ na pochodzenie jeżozwierzokształtnych z Nowego Świata, opublikowanym w czasopiśmie „Los Angeles County Museum Natural History”. Rodzaj Isolobodon zdefiniował w 1916 roku amerykański zoolog Joel Asaph Allen w artykule zatytułowanym Wymarła koszatniczka z wyspy Porto Rico na Antylach, opublikowanym w czasopiśmie „Annals of the New York Academy of Sciences”. Gatunkiem typowym jest (oznaczenie monotypowe) eremohutia portorykańska (I. portoricensis).

### Etymologia
- Isolobodon: gr. ισος isos ‘równy, jednakowy’[10]; λοβος lobos ‘płat’[11]; οδους odous, οδοντος odontos ‘ząb’[12][4].
- Aphaetreus: gr. αφαιρετος aphairetos ‘rozdzielny’, od αφαιρεω aphaireō ‘odbierać, zapobiegać’[13]. Gatunek typowy (oryginalne oznaczenie): Aphætreus montanus G.S. Miller, 1922.
- Ithydontia: ιθυς ithus ‘wyprostowany’[14]; οδους odous, οδοντος odontos ‘ząb’[12]. Gatunek typowy (oryginalne oznaczenie): Ithydontia levir G.S. Miller, 1922 (= Isolobodon portoricensis J.A. Allen, 1916).

### Podział systematyczny
Do plemienia należał jeden rodzaj eremohutia (Isolobodon) z następującymi gatunkami:
| Grafika | Gatunek                  | Autor i rok opisu | Nazwa zwyczajowa         | Podgatunki         | Rozmieszczenie geograficzne | Podstawowe wymiary                              | Status IUCN |
| ------- | ------------------------ | ----------------- | ------------------------ | ------------------ | --- | ----------------------------------------------- | ----------- |
|         | Isolobodon portoricensis | J.A. Allen, 1916  | eremohutia portorykańska | gatunek monotypowy | na kilku wyspach Karaibskich, prawdopodobnie pochodzi z Gonâve, Tortugi i Haiti; introdukowany na Mona, Portoryko, Vieques (wyspa) i Wyspy Dziewicze Stanów Zjednoczonych (Saint Thomas i Saint Croix) | DC: brak danych DO: brak danych MC: brak danych | EX          |
|         | Isolobodon montanus      | G.S. Miller, 1922 | eremohutia górska        | gatunek monotypowy | Haiti | DC: brak danych DO: brak danych MC: brak danych | EX          |

Kategorie IUCN:  EX  – gatunek wymarły.